# Gmina Herlev
Gmina Herlev (duń. Herlev Kommune)  – jedna z gmin w Danii w regionie stołecznym (do 2007 r. w okręgu Kopenhagi (Københavns Amt)).
Gmina Herlev została utworzona 1 kwietnia 1970 r. na mocy reformy podziału administracyjnego Danii. Kolejna reforma w 2007 r. potwierdziła status gminy.

## Dane liczbowe
- Liczba ludności: (♀ 13 105 + ♂ 14 061) = 27 166
  - wiek 0-6: 8,6%
  - wiek 7-16: 13,0%
  - wiek 17-66: 63,5%
  - wiek 67+: 14,9%
- zagęszczenie ludności: 2263,8 osób/km² (2004)
- bezrobocie: 5,2% osób w wieku 17-66 lat
- cudzoziemcy z UE, Skandynawii i USA: 154 na 10 000 osób
- cudzoziemcy z krajów Trzeciego Świata: 537 na 10 000 osób
- liczba szkół podstawowych: 6 (liczba klas: 157)